# بولين يو
بولين يو (بالإنجليزية: Pauline Yu)‏ هي أكاديمية أمريكية، ولدت في 5 مارس 1949 في روتشستر في الولايات المتحدة.